# 愛德華茲維爾 (印地安納州)
愛德華茲維爾（英語：Edwardsville）是位於美國印地安納州弗洛伊德縣的一個非建制地區。